# Juraj Posilović
Juraj Posilović (ur. 24 kwietnia 1834 w Ivanić Gradzie, zm. 26 kwietnia 1914 w Zagrzebiu) – chorwacki duchowny rzymskokatolicki, poseł do parlamentu, biskup Senj-Modruš i arcybiskup zagrzebski.

## Biografia
8 sierpnia 1858 otrzymał święcenia prezbiteriatu i został kapłanem archidiecezji zagrzebskiej. Studiował w Wiedniu, uzyskując w 1861 doktorat z nauk biblijnych i prawa kanonicznego. Następnie został przełożonym seminarium w Zagrzebiu oraz profesorem historii Nowego Testamentu i prawa kanonicznego. W 1868 był jednym z założycieli Chorwackiego Towarzystwa Literackiego św. Hieronima. W 1874 został profesorem zwyczajnym i dziekanem Wydziału Teologicznego w Zagrzebiu.
23 marca 1876 wybrany biskupem Senj-Modruš, co zatwierdził 26 czerwca 1876 papież Pius IX. 27 sierpnia 1876 w katedrze w Zagrzebiu przyjął sakrę biskupią z rąk arcybiskupa zagrzebskiego Josipa Mihalovica. Współkonsekratorami byli wikariusz apostolski Hercegowiny Anđeo Kraljević OFMObs oraz biskup pomocniczy zagrzebski i administrator apostolski diecezji belgradzkiej Ivan Pavlešić.
W 1876 został również posłem do parlamentu Trójjedynego Królestwa Chorwacji, Slawonii i Dalmacji.
17 marca 1894 wybrany arcybiskupem zagrzebskim, co zatwierdził 18 maja 1894 papież Leon XIII. Jako arcybiskup odrestaurował katedrę i sierociniec, zbudował klasztor i kościół jezuitów, których sprowadził do Zagrzebia. Patronował założeniu Chorwackiej Niezależnej Partii Robotniczej. Dbał o robotników i prasę katolicką.